# Gare d'Éloyes
La gare d'Éloyes est une gare ferroviaire française de la ligne d'Épinal à Bussang, située sur le territoire de la commune d'Éloyes, dans le département des Vosges en région Grand Est.
C'est une halte voyageurs de la  Société nationale des chemins de fer français (SNCF), desservie par des trains TER Grand Est.

## Situation ferroviaire
Établie à 387 mètres d'altitude, la gare d'Éloyes est située au point kilométrique (PK) 18,229 de la ligne d'Épinal à Bussang, entre les gares de Pouxeux et de Saint-Nabord.

## Histoire
La gare d'Eloyes est mise en service le 10 novembre 1864[réf. souhaitée] par la Compagnie des chemins de fer de l'Est lors de l'inauguration de la ligne d’Épinal à Remiremont, prolongée par la suite vers Bussang.
Simple halte à ses débuts, elle possède un bâtiment voyageurs constitué d'une maison de garde-barrière agrandie. Il fut plus tard démoli ou très fortement transformé, perdant un étage et gagnant une aile plus vaste à la manière de la gare de Saint-Nabord. Ce bâtiment a depuis disparu.

## Fréquentation
De 2015 à 2024, selon les estimations de la SNCF, la fréquentation annuelle de la gare s'élève aux nombres indiqués dans le tableau ci-dessous.
| Année     | 2015   | 2016   | 2017   | 2018   | 2019   | 2020   | 2021   | 2022   | 2023   | 2024   |
| --------- | ------ | ------ | ------ | ------ | ------ | ------ | ------ | ------ | ------ | ------ |
| Voyageurs | 27 749 | 23 985 | 25 110 | 25 630 | 36 583 | 22 178 | 27 531 | 41 095 | 49 610 | 43 609 |

## Service des voyageurs

### Accueil
Halte SNCF, c'est un point d'arrêt non géré (PANG) à accès libre.

### Desserte
Éloyes est desservie par des trains TER Grand Est de la relation Nancy-Épinal-Remiremont. Il y a une dizaine d'allers-retours vers Nancy, ce qui permet des correspondances à Épinal (vers Mirecourt, Belfort et Saint-Dié-des-Vosges) et à Nancy (vers Metz, Luxembourg, Lyon et Paris). En semaine, un aller vers Thionville est proposé ainsi qu'un retour venant de Metz. Le week-end, un aller-retour vers Luxembourg est également réalisé ainsi qu'un aller vers la même destination. Nancy est à 1 h 10, Épinal à 20 min et Remiremont à 10 min.

Installations de la halte
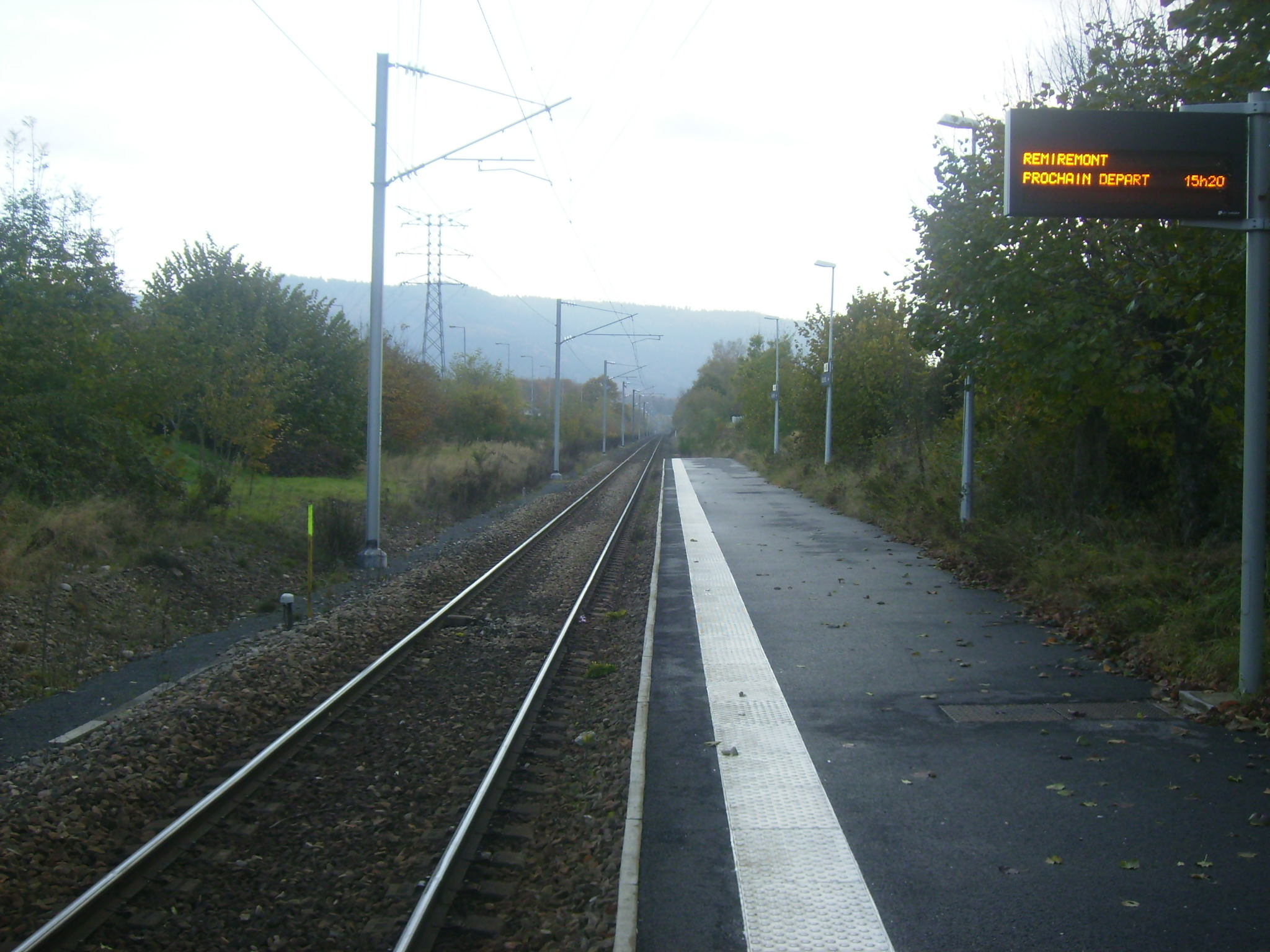
Direction Remiremont.
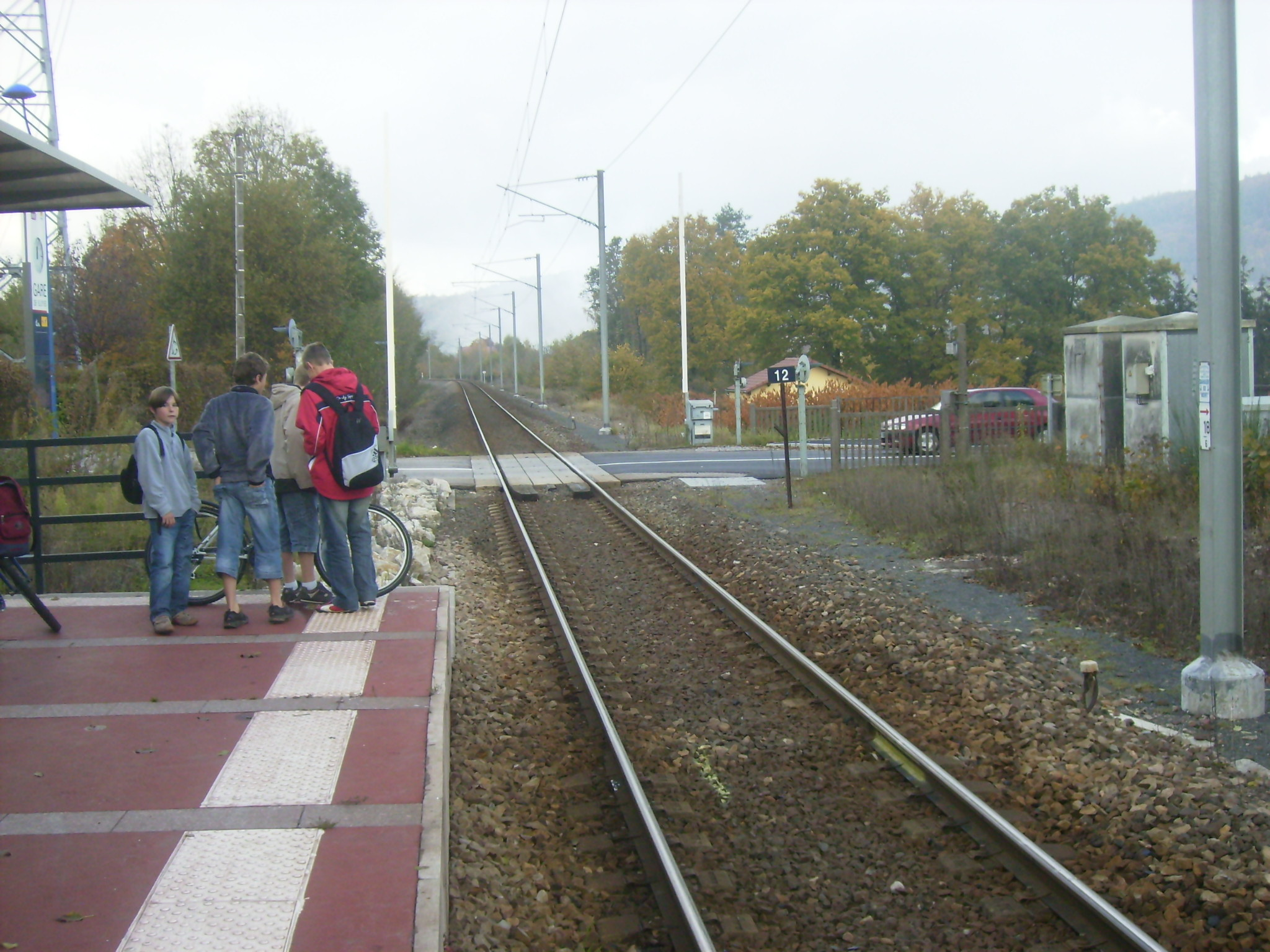
Direction Épinal.